# Station Babakan
Station Babakan is een spoorwegstation in Cirebon in de Indonesische provincie West-Java.

## Bestemmingen
- Tegal Arum naar Station Tegal en Station Jakarta Kota
- Tawang Jaya naar Station Pasar Senen en Station Semarang Poncol
- Kertajaya naar Station Pasar Senen en Station Surabaya Pasarturi
- Brantas naar Station Tanahabang en Station Kediri
- Matarmaja naar Station Pasar Senen en Station Malang